# Burg Rettenberg
Die Burg Rettenberg (auch: Burg Vorderburg) liegt etwa 600 Meter nordwestlich der zur Gemeinde Rettenberg gehörenden Ortschaft Großdorf in etwa 1020 Metern Höhe auf dem nördlichen Gratende des Rottachberges im Landkreis Oberallgäu (Bayerisch-Schwaben). Die Ruine der hoch- bis spätmittelalterlichen Turmburg ist seit Anfang 2013 wegen Steinschlaggefahr weiträumig abgesperrt.

## Geschichte
Die Höhenburg über dem Illertal entstand wohl um 1100 als Sitz der mächtigen Herren von Rettenberg. Noch vor 1130 erscheint ein Adelprecht von Rotinberch in einer Schriftquelle als Vogt des Augsburger Klosters St. Ulrich und Afra.
Die Rettenberger waren wahrscheinlich ursprünglich Dienstleute der Welfen und schlossen sich um 1185 dem Gefolge der Staufer an. Die Familie gilt als das bedeutendste Adelsgeschlecht des Oberallgäus, dem die Vogteien zahlreicher Klöster in dieser Region übertragen worden waren. Von den Rettenbergern zweigten im 12. Jahrhundert die Herren von Trauchburg und Hohenegg ab. Diese beiden Geschlechter brachten im 13. Jahrhundert einige herausragende Vertreter staufischer und habsburgischer Reichspolitik hervor.
Neben ihrer Stammburg verfügten die Rettenberger noch über einige weitere Burgsitze im heutigen Schwaben und dem angrenzenden Tiroler Außerfern (Burgen Vilsegg, Eisenberg, Nesselburg, Burgberg).
Zur Gefolgschaft der Rettenberger zählten zahlreiche Niederadelsgeschlechter, deren Ansitze sich teilweise als Burgställe in der Umgebung erhalten haben. Diese Dienstmannen saßen etwa in Maiselstein, Burgegg, Hindelang, Wertach und Haslach.
Die schwäbischen Grafen von Rettenberg besaßen im Kleinwalsertal Land, das sie den Walsern im 14. Jahrhundert zum Erblehen gaben.
Um 1350 starb Heinrich von Rettenberg ohne männlichen Erben. Der Besitz wurde unter den beiden Töchtern des Burgherren aufgeteilt. Elisabeth, die Gemahlin Georgs von Starkenberg, erhielt die Herrschaft Rettenberg. Ihrer Schwester Adelheid von Waldburg wurde die Herrschaft Burgberg zugewiesen.
Bereits ein Jahr später veräußerten die Schwestern ihre Erbteile. Rettenberg ging für nur 1600 Pfund Pfennig Konstanzer Währung an das Hochstift Augsburg. Der günstige Kaufpreis dürfte auf die Anfechtung des Erbes durch den Grafen Wilhelm von Kirchberg zurückzuführen sein. Auch die überschuldete Herrschaft Burgberg konnte für 2040 Pfund Konstanzer Pfennig recht preiswert von den Herren von Heimenhofen erworben werden.
Das Hochstift Augsburg besetzte die Burg Rettenberg mit einem Pfleger, dem ein Ammann und ein Schreiber unterstanden. Um 1385 mussten die Augsburger die Herrschaft kurzzeitig verpfänden, lösten die Pfandschaft aber noch vor 1400 wieder ein.
Im Jahre 1525 schlossen sich auch die Bauern der Pflege Rettenberg dem Allgäuer Bund an. Das Pulver der Aufständischen stammte u. a. auch aus der Burg Rettenberg, die also offenbar geplündert wurde. Nach der Niederlage der Bauern bei Leubas lagerte der siegreiche Schwäbische Bund die Waffen der Geschlagenen in den Burgen Rettenberg und Fluhenstein ein. Der Pfleger Andreas von Hohenegg war am 25. Oktober an der Aushandlung des „Martinszeller Vertrages“ beteiligt, mit dem die Kampfhandlungen im Gebiet des Fürststiftes Kempten endeten.
1534 wurde die Veste unter dem Pfleger Hans von Hohenegg zu Vilsegg restauriert. Man „täferte“  den Festsaal im Hauptgebäude, deckte die Dächer neu ein und verputzte die Innen- und Außenmauern. Insgesamt kostete die Sanierung 1626 Gulden.
Am 12. September 1562 brannte die Burg durch die Unachtsamkeit einer betrunkenen Köchin nahezu vollständig aus. Der Pfleger Marquard von Schwendi soll durch den Brand seinen vollständigen Hausrat und zwei Pferde verloren haben. Ein Kostenvoranschlag veranschlagte den vollständigen Wiederaufbau der Brandruine auf 1774 Gulden. Wegen der hohen Kosten gab das Hochstift nur die notwendigsten Reparaturen in Auftrag.
Der Sitz des augsburgischen Pflegamtes wurde anschließend auf die nahe Burg Burgberg verlegt. Als der Augsburger Bischof 1573 seine Pflege besuchte, huldigten ihm seine Untertanen jedoch auf der Wiese vor der Burg Rettenberg.
Auch als 1650 der Augsburger Domkapitular Rudolf von Rechberg als Verwalter des minderjährigen Bischofs die augsburgischen Pflegämter bereiste, bereitete man dem Würdenträger unterhalb der Brandruine einen aufwändigen Empfang.
1735 verlegte das Hochstift die Verwaltung der Herrschaft schließlich in das neue Amtshaus in Vorderburg. Rund 50 Jahre später wird der Wohnturm der Burg als halb eingefallen beschrieben.
Mit dem übrigen Hochstift Augsburg gelangte 1802/03 auch die Pflege Rettenberg an das Kurfürstentum Bayern.
Heute erinnern nur noch zwei hohe, stark substanzgefährdete Mauerzüge an eine der ältesten Turmburgen des Allgäus. Während die unterhalb in einer Illerschleife gelegene Burg Langenegg Ende des 20. Jahrhunderts gesichert werden konnte, sind auf Rettenberg keine Sanierungsmaßnahmen zu erkennen. Die Ruine wurde auch noch nicht in den Katalog der Burgenregion Allgäu aufgenommen. Mittelfristig ist hier der Totalverlust einer der historisch bedeutsamsten Burgruinen des Allgäus zu befürchten.

## Beschreibung

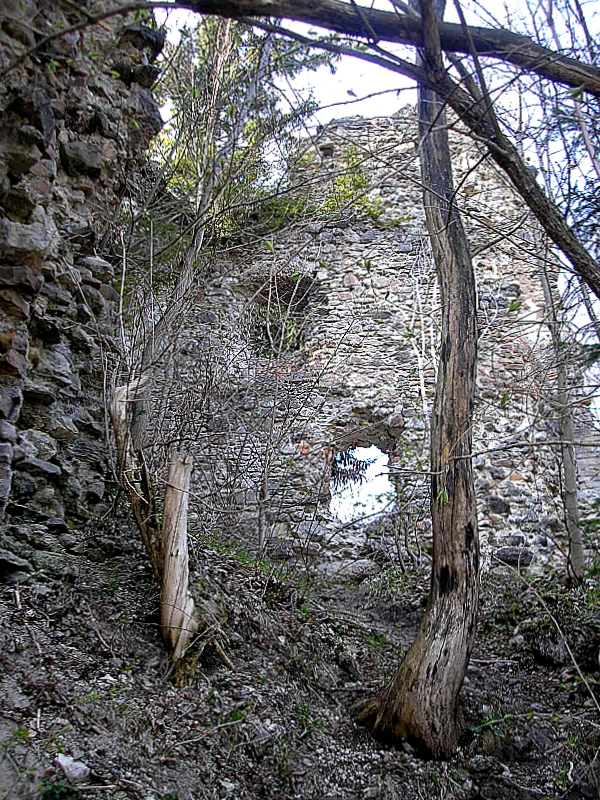
Das Innere des Wohnturmes

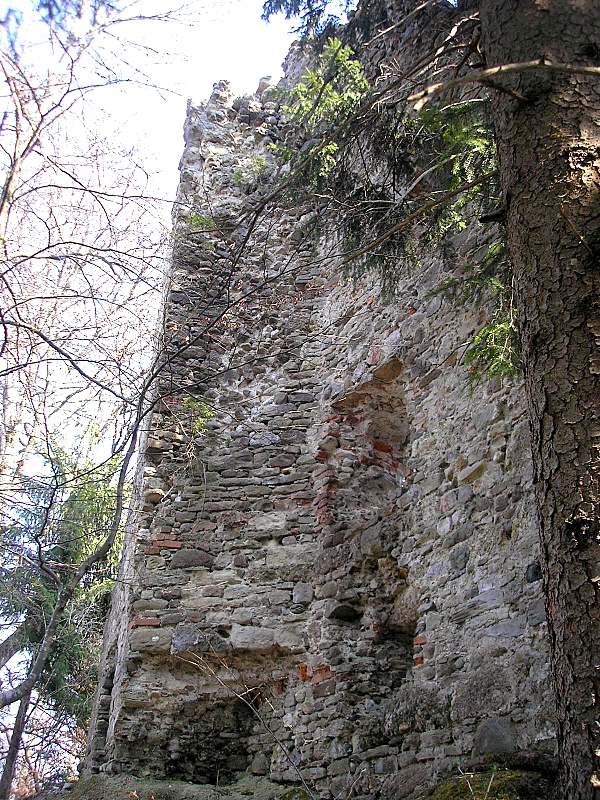
Der Südwestteil der Ruine

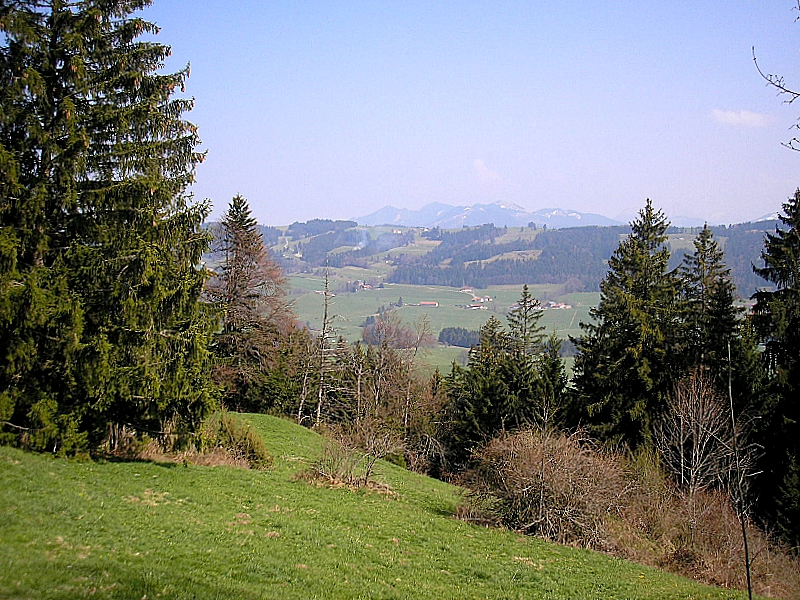
Blick nach Osten ins Hochtal

Die Reste der Spornburg erheben sich auf einem annähernd quadratischen Felskopf (ca. 30 × 30 Meter) im Nordwesten des Gipfelgrates, der das Illertal um etwa 300 Höhenmeter überragt. Im Osten wird der lang gestreckte Rottachberg von einem Hochtal begleitet. Hier ermöglicht ein markierter Weg den bequemen Aufstieg über das ehemalige Amtshaus in Vorderburg (ca. 20 Minuten). Der Aufstieg aus dem Illertal dauert von der Rottachmühle eine knappe Stunde.
Auf dem Burgplateau haben sich nur im Süden und Westen Reste der Burganlage erhalten. Die insgesamt etwa 18 Meter lange Südwand gegen die Angriffsseite ist fensterlos. In der Westwand (Länge ca. 9 Meter) sind einige Fensteröffnungen zu erkennen. Hier sicherte der senkrecht abfallende Burgfels die Veste. Die Mauerreste ragen noch bis zu 9 Meter hoch auf. Die westliche Gebäudekante ist abgerundet.
Die Hauptburg bestand offenbar nur aus einem mächtigen Wohnturm oder Turmhaus, dem im Südosten ein schmaler Torzwinger vorgelagert war. Die Außenschale besteht aus großen Nagelfluhquadern örtlicher Herkunft, die teilweise mit Kleingeröll ausgefugt wurden. Der Rottachberg ist hauptsächlich aus Nagelfluh aufgebaut, der mit anderen Gesteinsarten durchsetzt ist. Zwischen einigen Steinlagen sind schmale Sandsteinplatten eingefügt. Die Innenschale ist auch aus Roll- und Bruchsteinen aufgemauert (Steinschlaggefahr).
Der Kostenvoranschlag von 1562/63 gestattet eine Rekonstruktion des Zustandes vor dem Großbrand. Das Hauptgebäude besaß ein teilweise in den Felsen geschlagenes Kellergeschoss. Darüber lagen drei Stockwerke, die von einem Steildach (Kornboden) bekrönt wurden.
Im Inneren lag in jedem Stockwerk ein großer (ca. 10 × 20 Meter) Saal, mit massiven Begrenzungsmauern. An diese Zwischenmauern waren gegen die Außenschale kleinere Kammern mit Riegelwänden angebaut. Im Erdgeschoss lagen die Wirtschaftsräume, darüber die Amtszimmer der Beamten der Pflege Rettenberg. Der Pfleger selbst residierte im Obergeschoss. Hier lag auch der repräsentative Hauptsaal, der „große Soller“.
Eine Wendeltreppe ermöglichte den Aufstieg bis ins Dachgeschoss. Erwähnt werden noch eine getäferte Kapelle und ein Marstall neben der Einfahrt.
Georg Weidenkeller konnte 1837 noch die Südwand mit dem Tor dokumentieren. Seine beiden Zeichnungen befinden sich heute im Stadtarchiv Kempten.
Das nach Südwesten vorgelagerte Plateau trug wohl eine kleine Vorburg, von der sich keine Mauerreste und nur wenige Geländespuren erhalten haben.